# Heinrich Hasse (Mediziner)

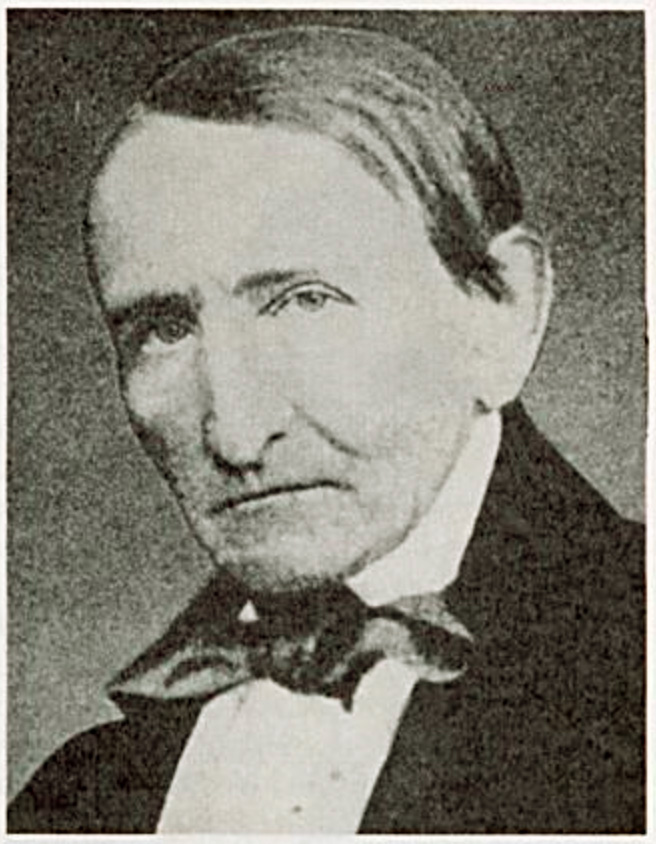
Heinrich Hasse, Portrait um 1865

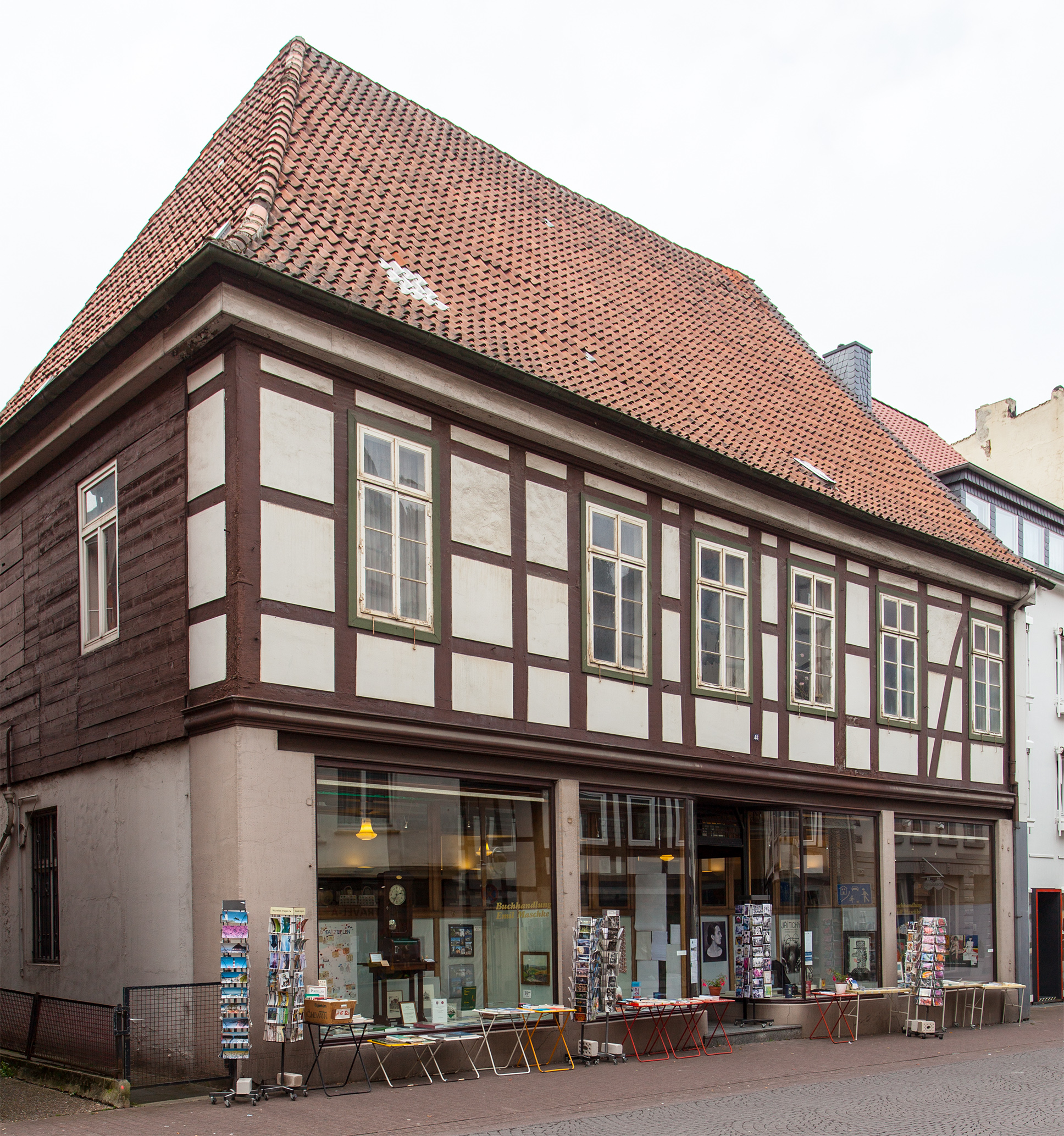
Geburtshaus von Heinrich Hasse in
Bad Salzuflen, Osterstraße 48

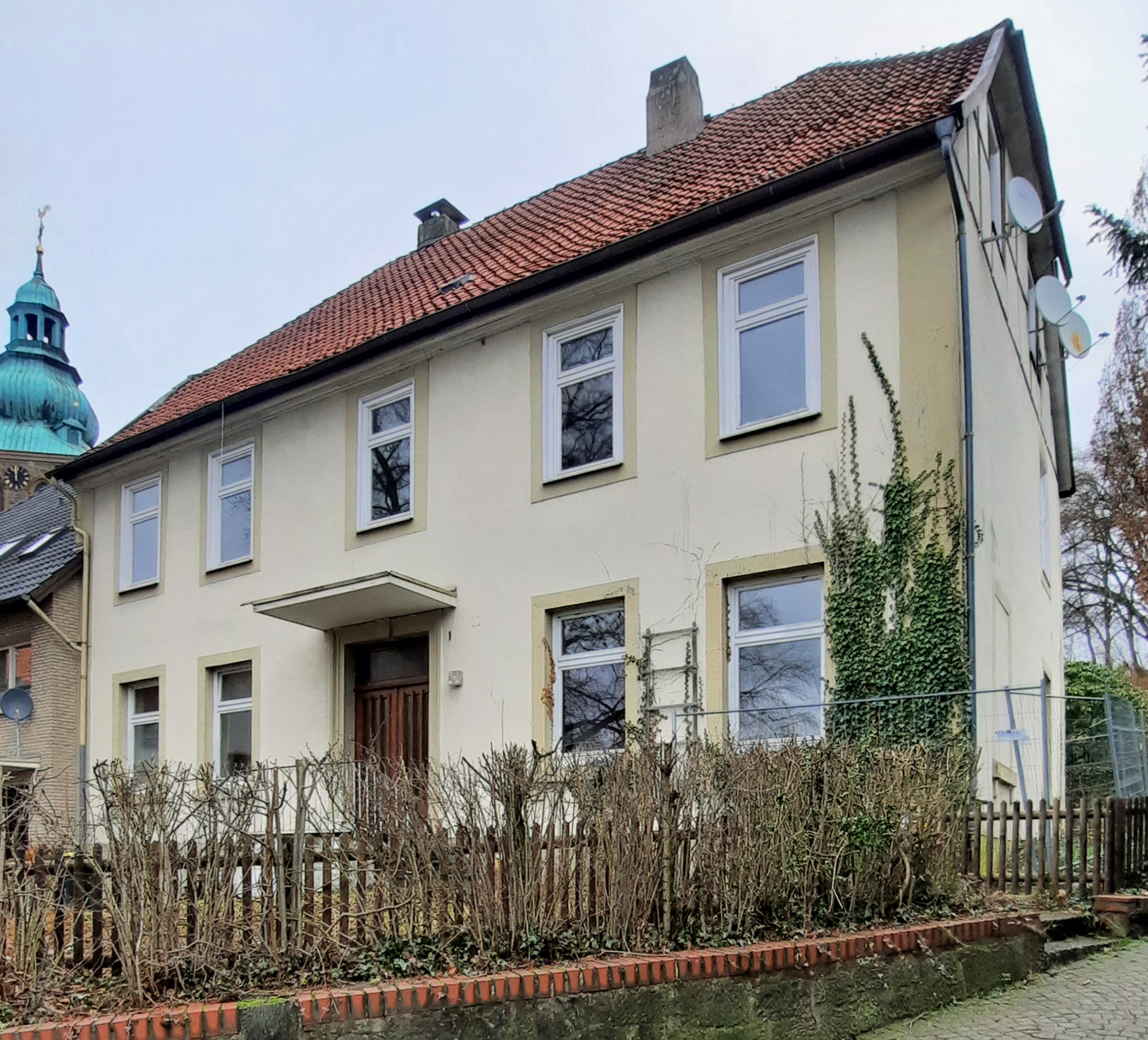
Wohnhaus von Heinrich Hasse, Von-Stauffenberg-Straße 1

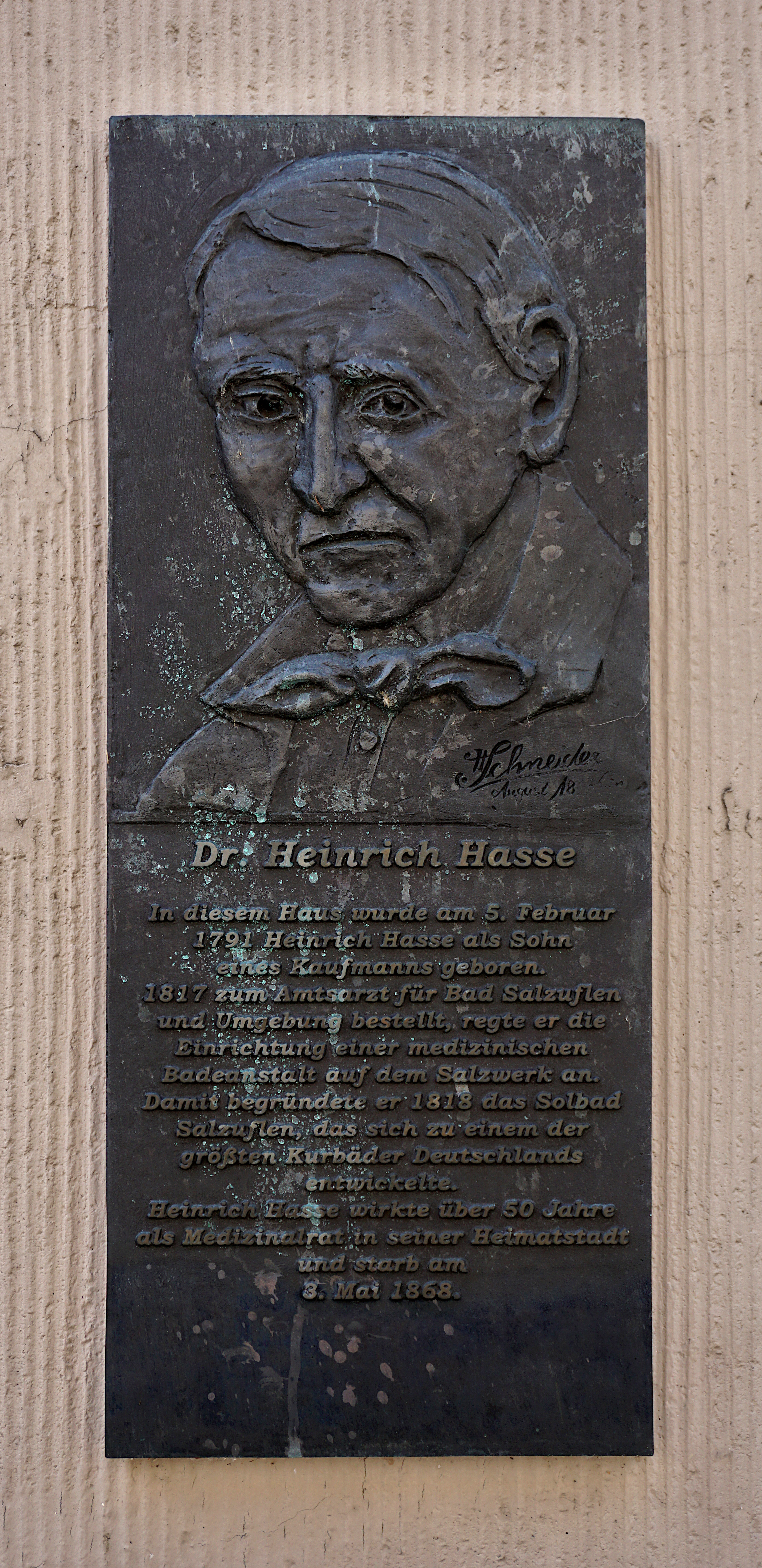
Plakette am Haus Osterstraße 48

Heinrich Hasse (* 5. Februar 1791 in Salzuflen; † 3. Mai 1868 ebenda) war ein deutscher Mediziner, Medizinalrat und Stadtphysikus in Salzuflen.

## Familie
Heinrich Hasse wurde als drittes von zehn Kindern des Manufakturwarenhändlers Christoph Hasse (1747–1801) und dessen aus Lemgo stammenden Ehefrau Wilhelmine, geb. Stohlmann (1763–1833), geboren. Die Eltern betrieben ein florierendes Geschäft an der heutigen Osterstraße.
Am 10. Dezember 1820 heiratete Hasse Karoline Busse (1801–1864), die Tochter eines Domänenpächters. Gemeinsam hatten sie eine Tochter (* 1822), die später nach Bückeburg heiratete.

## Leben und Werk
In Lemgo besuchte Hasse ab 1804 das Gymnasium, das zu der Zeit unter der Leitung des Rektors Johann Friedrich Reinert stand. Während des Studiums der Medizin und Pharmazie in Tübingen (1810 bis 1813) lernte er Ludwig Uhland, Gustav Schwab und Justinus Kerner kennen. Nach der Promotion arbeitete Hasse als Militärarzt in Berlin, Saarlouis, Trier und Deutz.
1817 trat er die Stelle als Stadtphysikus in seiner Geburtsstadt an. Er verfasste ein Lehrbuch für die Ausbildung von Hebammen. Am 15. Juli 1817 reichte er eine Eingabe zur Errichtung einer Badeanstalt an die für das Salzwerk zuständige Fürstlich Lippische Rentkammer in Detmold ein.

„In neueren Zeiten wurde man durch die Gleichheit der Bestandtheile des Meerwassers und einiger Salzsoolen auf die Idee geleitet, letztere so wie die Soolbäder anzuwenden, und man fand, daß sie die gleichen heilsamen Wirkungen hervorbrachten. Auch das Wasser hiesiger Saline … ist schon mit vielem Nutzen angewandt worden. Es wäre daher sehr zu wünschen, daß … an der Quelle Einrichtungen zum Baden getroffen werden.“

Dieser Eingabe wurde entsprochen und die Rentkammer bewilligte das Geld für fünf Badewannen, aber nicht für ein Badehaus. Im vorhandenen Pumpenhaus über der Paulinenquelle auf dem Salzhof  kam es dann  zur Inbetriebnahme einer „Sol-Badeanstalt“. 1818 wurde der Badebetrieb unter der ärztlichen Leitung von Hasse aufgenommen. Dies gilt als Beginn des Kurbetriebes für das Heilbad Salzuflen.
Auf dem „Hallenbrink“, der höchsten Erhebung der Salzufler Altstadt, unterhalb der Stadtkirche, ließ sich Hasse 1825 ein eigenes Haus bauen; das erste Privathaus, das außerhalb der Stadtmauer – heute
Von-Stauffenberg-Straße 1 – errichtet wurde.

## Ehrungen
Zu Ehren von Heinrich Hasse wurde der Fußweg auf der ehemaligen Trasse der Herforder Kleinbahn als „Rat-Hasse-Promenade“ bezeichnet.
Zusammen mit dem Ackerbürger Peter und dem Apotheker Rudolph Brandes wird Hasse am Denkmal „Salzufler Lebensbaum“ dargestellt.